# Isdans
Isdans er en pardisciplin inden for kunstskøjteløb. Parret består af en mand og en kvinde, som udfører en dans på skøjter. I modsætning til almindeligt skøjteløb må der ikke se hop i isdans. Der konkurreres i kort dans og fri dans (tidligere obligatorisk dans og original dans i stedet for kort dans). Isdans har været på det olympiske program siden 1976.
- Wikimedia Commons har flere filer relateret til Isdans

| Sport | Spire Denne artikel om sport er en spire som bør udbygges. Du er velkommen til at hjælpe Wikipedia ved at udvide den. |